# Badminton bei den Sukan Malaysia 2016
Badminton wurde bei den Sukan Malaysia 2016, den malaysischen Nationalspielen, vom 20. bis zum 27. Juli 2016 in Sibu in fünf Einzel- und zwei Teamdisziplinen gespielt.

## Sieger und Platzierte
| Disziplin    | Gold                       | Silber                     | Bronze                     |
| ------------ | -------------------------- | -------------------------- | -------------------------- |
| Herreneinzel | Soo Teck Zhi               | Lim Chi Wing               | Soong Joo Ven              |
| Dameneinzel  | Goh Jin Wei                | Lee Zii Yii                | Thinaah Muralitharan       |
| Herrendoppel | Aaron Chia Ong Yew Sin     | Chua Khek Wei Low Hang Yee | Lee Jian Yi Lim Zhen Ting  |
| Damendoppel  | Goh Yea Ching Peck Yen Wei | Yap Rui Chen Yap Zhen      | Cheah Yee See Lim Jee Lynn |
| Mixed        | Ong Yew Sin Yap Cheng Wen  | Lee Jian Yi Teoh Mei Xing  | Soh Wooi Yik Peck Yen Wei  |
| Herrenteam   | Selangor                   | Penang                     | Malakka                    |
| Damenteam    | Penang                     | Kuala Lumpur               | Selangor                   |